# Condado de Montezuma
El condado de Montezuma (en inglés: Montezuma County), fundado en 1889, es uno de los 64 condados del estado estadounidense de Colorado. En el año 2000 tenía una población de 23 830 habitantes con una densidad poblacional de 5 personas por km². La sede del condado es Cortez.

## Geografía
Según la Oficina del Censo, el condado tiene un área total de 5284 km² (2040,2 mi²), de la cual 5275 km² (2036,7 mi²) es tierra y 9 km² (3,5 mi²) (0.16%) es agua.

### Condados adyacentes
- Condado de Dolores - norte
- Condado de San Juan - noreste
- Condado de La Plata - este
- Condado de San Juan (Nuevo México) - sur
- Condado de Apache - suroeste
- Condado de San Juan (Utah) - oeste

## Demografía
En el 2000 la renta per cápita promedia del condado era de $32 083, y el ingreso promedio para una familia era de $38 071. En 2000 los hombres tenían un ingreso per cápita de $30 666 versus $21 181 para las mujeres. El ingreso per cápita para el condado era de $17 003. Alrededor del 16.40% de la población estaba bajo el umbral de pobreza nacional.

## Ciudades y pueblos
- Cortez
- Dolores
- Mancos
- Towaoc